# 1403 w polityce

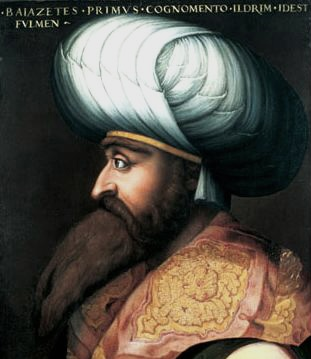
Cristofano dell'Altissimo, Portret Bajazyda I

Wydarzenia polityczne w 1403 roku.

## Wydarzenia
- Powstanie w Bułgarii przeciwko Turkom.
- 25 lutego – Anna Cylejska koronowana na królową Polski[1].
- 21 lipca – w bitwie pod Shrewsbury ginie Henry Percy, zwany Hotspur.

## Urodzili się
- 22 lutego – Karol VII Walezjusz, król Francji.

## Zmarli
- Pokonany przez Tamerlana turecki sułtan Bajazyd umiera w niewoli mongolskiej[2].
- 10 czerwca – Konrad II oleśnicki, książę z dynastii Piastów.